# گورگز
گورگز، روستایی از توابع بخش مرکزی شهرستان همدان در استان همدان ایران است.

## جمعیت
این روستا در دهستان سنگستان قرار دارد و براساس سرشماری مرکز آمار ایران در سال ۱۳۹۵، جمعیت آن ۱۷۶ نفر (۴۶خانوار) بوده‌است.